# 言葉の力 (哲学書)
『言葉の力（音の経験・言葉の力 第1部）』は松永澄夫によって著された哲学書である。
2005年に東信堂から出版された。

## 構成
第１章　人と人の間柄をつくるもの―おとぎ話にみる言葉の導く力（呪文；言葉から始まる；行動と自己の獲得；過去の効力；道徳と感情）
第２章　現実とフィクションとの交錯―『紅はこべ』にみる言葉の描く力（語が内蔵する意味；語と文；文：言葉の現実態；文が描く世界）

## 内容
言葉について論ずるとは命題について考察することであり、その考察の中心は命題の真偽や論理構造にある、といった考察を退け、言葉がどのような働きをするか、その力を、二つの局面から考察した。一つは、言葉が人と人との関係を結んでゆく力。あと一つは、言葉の描く力。
前者に関しては、言葉とは誰かが誰かに向けて発するものであるという基本に返って、告知、宣言、予言、誓い、約束などを取り上げ、人間関係の中で過去に過去という資格での効力を与え、未来を秩序づけてゆく言葉の力を明らかにした。道徳と感情への言葉の関わりも考察した。
後者については、語が意味をもつ仕方を、語が語の外部と関係をもつことと、語が他の語群と関係をもつこととが、互いに制約しつつ他を可能にするという構造において、確認した。それはまた、語と文との関係を調べることを要請した。明らかになったのは、言葉が現実とフィクションとを自由にゆききしつつ、私たちに豊かな世界を与える、その有りようである。